# Ördi raba
Ördi raba är en mosse i sydvästra Estland. Den ligger i kommunen Kõpu vald i Viljandimaa, 120 km söder om huvudstaden Tallinn. Den är 71,5 kvadratkilometer stor och ingår i Soomaa nationalpark.
I mossens östra del ligger sjön Ördi järv. Den avvattnas av åarna Halliste jõgi i väster och Raudna jõgi i norr. Det ligger ett flertal mossar av betydande storlek i dess omgivning, till exempel Valgeraba, Kuresoo och Suitsna raba i norr på andra sidan Raudna jõgi och i kommunen Suure-Jaani vald samt Riisa raba och Kikepera raba i väster på andra sidan Halliste jõgi och i Pärnumaa.
Trakten ingår i den hemiboreala klimatzonen. Årsmedeltemperaturen i trakten är 3 °C. Den varmaste månaden är juli, då medeltemperaturen är 18 °C, och den kallaste är januari, med −12 °C.